# Omps
Omps est une commune française située dans le département du Cantal, en région Auvergne-Rhône-Alpes. C'est de ce village que provient le nom de famille Domps.

## Géographie

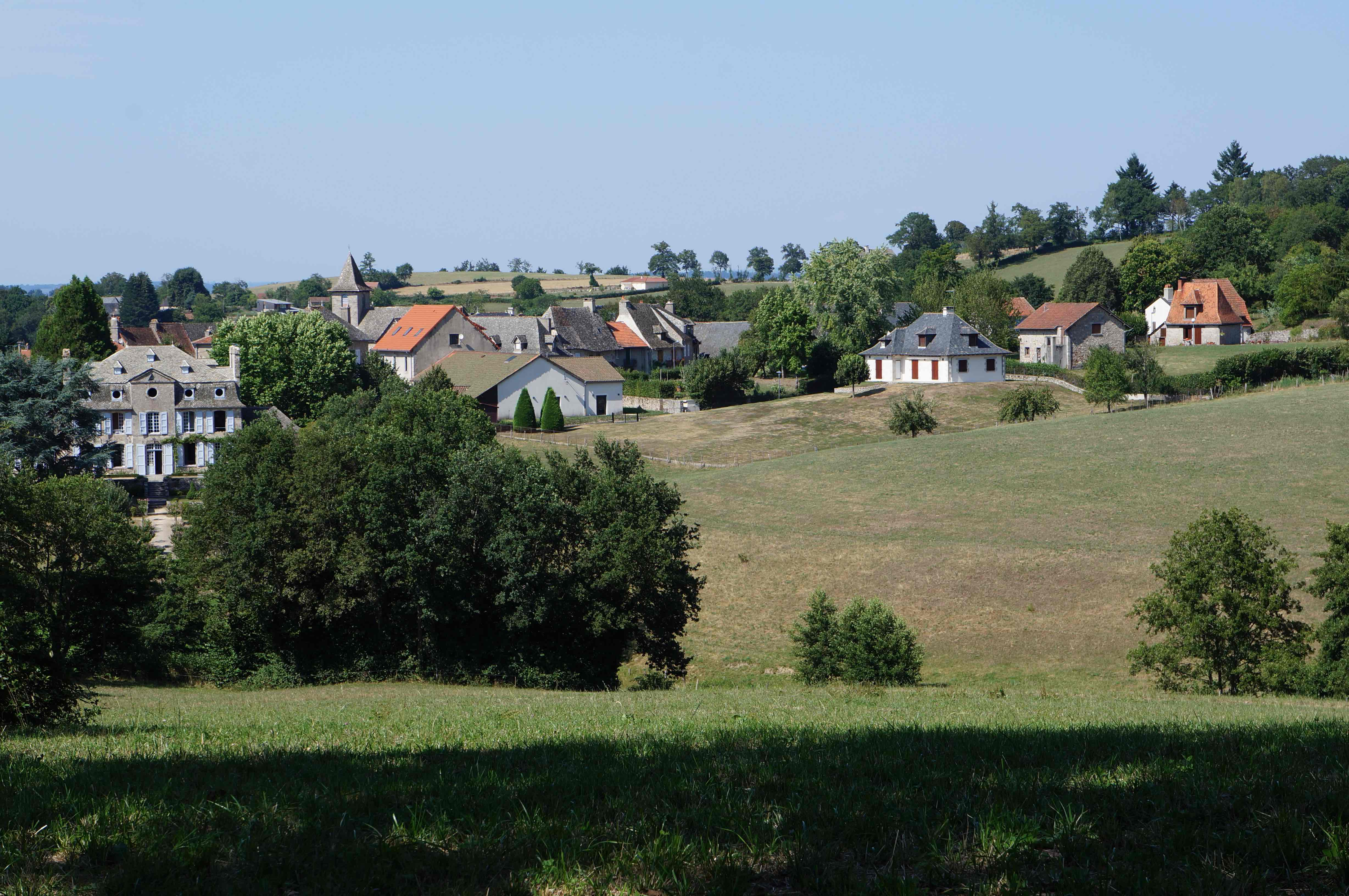
Le bourg d'Omps.

Dans le quart sud-ouest du département du Cantal, la commune d'Omps s'étend sur 12,62 km2. Bordée à l'ouest par le ruisseau d'Angles, un affluent de la Cère, elle fait partie de l'aire urbaine d'Aurillac.
L'altitude minimale, 512 ou 517 mètres, se trouve à l'extrême nord-ouest, au niveau du lac de Saint-Étienne-Cantalès, là où le ruisseau d'Angles quitte la commune et entre sur celle de Pers. L'altitude maximale avec 723 mètres est localisée à l'extrême sud-est, en limite de la commune de Saint-Mamet-la-Salvetat, au sud du lieu-dit le Buisson.
Le bourg d'Omps, établi à l'intersection des routes départementales (RD) 32 et 66, se situe, en distances orthodromiques, quatorze kilomètres à l'ouest-sud-ouest d'Aurillac.
Le territoire communal est également desservi au nord-ouest par la RD 861 et brièvement au sud-est par la route nationale 122.

### Communes limitrophes
Seules deux communes entourent Omps : Le Rouget-Pers au sud-ouest, à l'ouest, au nord-ouest et au nord, et Saint-Mamet-la-Salvetat du nord-est au sud.
|                |      |                         |
| Le Rouget-Pers | Omps |                         |
|                |      | Saint-Mamet-la-Salvetat |

### Climat
Pour des articles plus généraux, voir Climat d'Auvergne-Rhône-Alpes et Climat du Cantal.
En 2010, le climat de la commune est de type climat des marges montargnardes, selon une étude du CNRS s'appuyant sur une série de données couvrant la période 1971-2000. En 2020, Météo-France publie une typologie des climats de la France métropolitaine dans laquelle la commune est exposée à un climat de montagne ou de marges de montagne et est dans la région climatique  Ouest et nord-ouest du Massif Central, caractérisée par une pluviométrie annuelle de 900 à 1 500 mm, maximale en automne et en hiver. 
Pour la période 1971-2000, la température annuelle moyenne est de 9,9 °C, avec une amplitude thermique annuelle de 15,5 °C. Le cumul annuel moyen de précipitations est de 1 295 mm, avec 12,8 jours de précipitations en janvier et 7,7 jours en juillet. Pour la période 1991-2020, la température moyenne annuelle observée sur la station météorologique de Météo-France la plus proche, sur la commune d'Aurillac à 14 km à vol d'oiseau, est de 10,5 °C et le cumul annuel moyen de précipitations est de 1 134,7 mm,. Pour l'avenir, les paramètres climatiques de la commune estimés pour 2050 selon différents scénarios d'émission de gaz à effet de serre sont consultables sur un site dédié publié par Météo-France en novembre 2022.

## Urbanisme

### Typologie
Au 1er janvier 2024, Omps est catégorisée commune rurale à habitat très dispersé, selon la nouvelle grille communale de densité à 7 niveaux définie par l'Insee en 2022.
Elle est située hors unité urbaine. Par ailleurs la commune fait partie de l'aire d'attraction d'Aurillac, dont elle est une commune de la couronne,. Cette aire, qui regroupe 85 communes, est catégorisée dans les aires de 50 000 à moins de 200 000 habitants,.

### Occupation des sols
L'occupation des sols de la commune, telle qu'elle ressort de la base de données européenne d’occupation biophysique des sols Corine Land Cover (CLC), est marquée par l'importance des territoires agricoles (80,9 % en 2018), une proportion sensiblement équivalente à celle de 1990 (81 %). La répartition détaillée en 2018 est la suivante : 
zones agricoles hétérogènes (51,7 %), prairies (29,2 %), forêts (18,5 %), eaux continentales (0,5 %), zones urbanisées (0,1 %). L'évolution de l’occupation des sols de la commune et de ses infrastructures peut être observée sur les différentes représentations cartographiques du territoire : la carte de Cassini (XVIIIe siècle), la carte d'état-major (1820-1866) et les cartes ou photos aériennes de l'IGN pour la période actuelle (1950 à aujourd'hui).

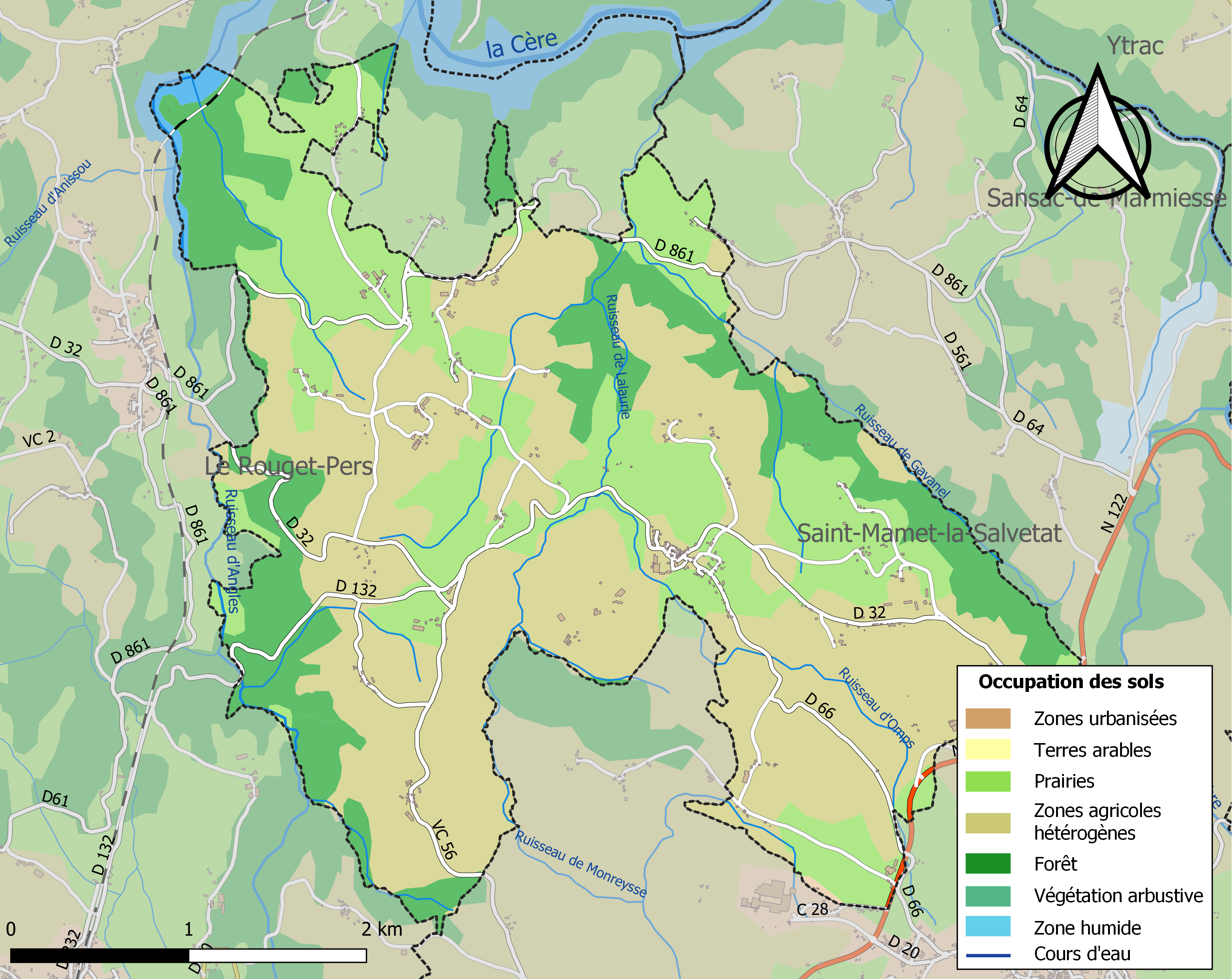
Carte des infrastructures et de l'occupation des sols de la commune en 2018 (CLC).

### Habitat et logement
En 2018, le nombre total de logements dans la commune était de 180, alors qu'il était de 174 en 2013 et de 153 en 2008.
Parmi ces logements, 75 % étaient des résidences principales, 18,3 % des résidences secondaires et 6,7 % des logements vacants. Ces logements étaient pour 98,3 % d'entre eux des maisons individuelles et pour 1,7 % des appartements.
Le tableau ci-dessous présente la typologie des logements à Omps en 2018 en comparaison avec celle du Cantal et de la France entière. Une caractéristique marquante du parc de logements est ainsi une proportion de résidences secondaires et logements occasionnels (18,3 %) inférieure à celle du département (20,4 %) mais supérieure à celle de la France entière (9,7 %). Concernant le statut d'occupation de ces logements, 85,9 % des habitants de la commune sont propriétaires de leur logement (83,1 % en 2013), contre 70,4 % pour le Cantal et 57,5 pour la France entière.
| Typologie                                               | Omps | Cantal | France entière |
| ------------------------------------------------------- | ---- | ------ | -------------- |
| Résidences principales (en %)                           | 75   | 67,7   | 82,1           |
| Résidences secondaires et logements occasionnels (en %) | 18,3 | 20,4   | 9,7            |
| Logements vacants (en %)                                | 6,7  | 11,9   | 8,2            |

## Histoire
À la fin du XVIIIe siècle et au début du XIXe siècle, plusieurs sabotiers d'Omps, nombreux sur la commune compte tenu de l'abondance de la couverture boisée, ont émigré vers la Bretagne, où ils ont fait souche. Parmi eux, des Esquirou, Mazer, Vaurs.

## Politique et administration

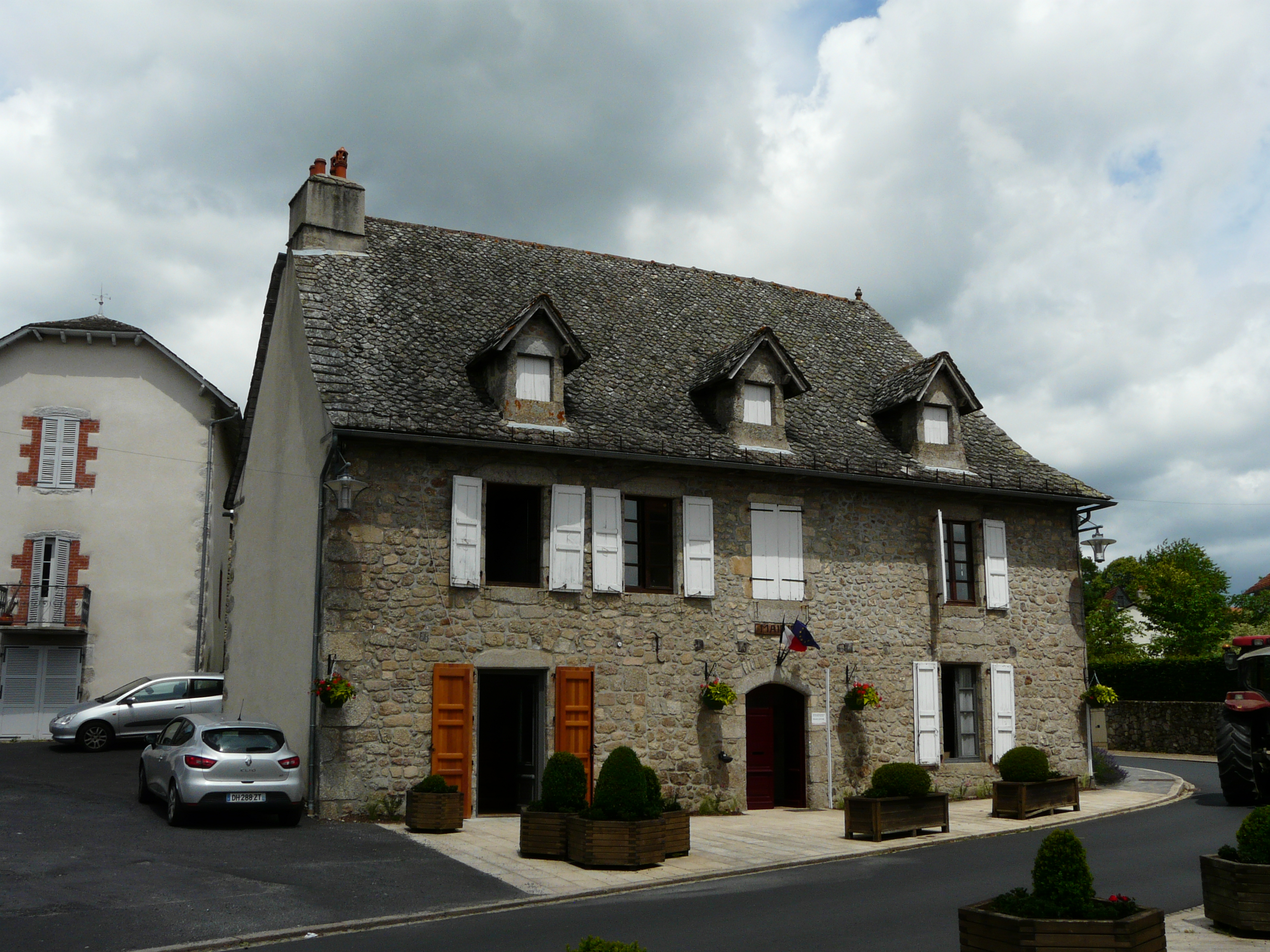
La mairie.

| Période                                  | Période        | Identité         | Étiquette | Qualité                                |
| ---------------------------------------- | -------------- | ---------------- | --------- | -------------------------------------- |
| Les données manquantes sont à compléter. |                |                  |           |                                        |
| 1945                                     | 1989           | Firmin Bédoussac | PS        | Agriculteur Député, conseiller général |
| 1989                                     | 2008           | Gisèle Sol       |           | Enseignante                            |
| mars 2008                                | 2020           | Henri Hostains   | DVD       | Retraité Fonction publique             |
| 2020                                     | 2021 démission | René Burle       |           |                                        |
| juin 2021                                | En cours       | Jean Luc Loison  |           |                                        |

## Population et société

### Démographie

#### Évolution démographique
L'évolution du nombre d'habitants est connue à travers les recensements de la population effectués dans la commune depuis 1793. Pour les communes de moins de 10 000 habitants, une enquête de recensement portant sur toute la population est réalisée tous les cinq ans, les populations de référence des années intermédiaires étant quant à elles estimées par interpolation ou extrapolation. Pour la commune, le premier recensement exhaustif entrant dans le cadre du nouveau dispositif a été réalisé en 2008.

En 2022, la commune comptait 318 habitants, en évolution de −8,88 % par rapport à 2016 (Cantal : −1,08 %, France hors Mayotte : +2,11 %).
| 1793 | 1800 | 1806 | 1821 | 1831 | 1836 | 1841 | 1846 | 1851 |
| ---- | ---- | ---- | ---- | ---- | ---- | ---- | ---- | ---- |
| 480  | 442  | 458  | 476  | 525  | 534  | 476  | 497  | 490  |

| 1856 | 1861 | 1866 | 1872 | 1876 | 1881 | 1886 | 1891 | 1896 |
| ---- | ---- | ---- | ---- | ---- | ---- | ---- | ---- | ---- |
| 469  | 493  | 456  | 464  | 444  | 518  | 471  | 505  | 509  |

| 1901 | 1906 | 1911 | 1921 | 1926 | 1931 | 1936 | 1946 | 1954 |
| ---- | ---- | ---- | ---- | ---- | ---- | ---- | ---- | ---- |
| 501  | 505  | 510  | 414  | 425  | 410  | 408  | 386  | 312  |

| 1962 | 1968 | 1975 | 1982 | 1990 | 1999 | 2006 | 2008 | 2013 |
| ---- | ---- | ---- | ---- | ---- | ---- | ---- | ---- | ---- |
| 286  | 275  | 248  | 246  | 223  | 275  | 296  | 302  | 346  |

| 2018 | 2022 | - | - | - | - | - | - | - |
| ---- | ---- | - | - | - | - | - | - | - |
| 334  | 318  | - | - | - | - | - | - | - |

#### Pyramide des âges
La population de la commune est relativement jeune. En 2019, le taux de personnes d'un âge inférieur à 30 ans s'élève à 32,1 %, soit un taux supérieur à la moyenne départementale (26,9 %). Le taux de personnes d'un âge supérieur à 60 ans (25,1 %) est inférieur au taux départemental (35,6 %).
En 2019, la commune comptait 168 hommes pour 162 femmes, soit un taux de 50,91 % d'hommes, supérieur au taux départemental (48,85 %).
Les pyramides des âges de la commune et du département s'établissent comme suit :
| Hommes | Classe d’âge | Femmes |
| ------ | ------------ | ------ |
| 0,6    | 90 ou +      | 0,6    |
| 8,5    | 75-89 ans    | 8,8    |
| 16,2   | 60-74 ans    | 15,5   |
| 22,5   | 45-59 ans    | 24,6   |
| 21,1   | 30-44 ans    | 17,4   |
| 14,6   | 15-29 ans    | 13,9   |
| 16,6   | 0-14 ans     | 19,1   |

| Hommes | Classe d’âge | Femmes |
| ------ | ------------ | ------ |
| 1,2    | 90 ou +      | 3,1    |
| 10,1   | 75-89 ans    | 13,5   |
| 22,9   | 60-74 ans    | 22,6   |
| 21,8   | 45-59 ans    | 20,5   |
| 16,1   | 30-44 ans    | 15,2   |
| 13,8   | 15-29 ans    | 11,9   |
| 14,2   | 0-14 ans     | 13,3   |

## Culture locale et patrimoine

### Lieux et monuments
L'église Saint-Julien a deux objets classés au titre des monuments historiques en 1993 : une cloche datée de 1605, et une pietà polychrome du XVIe siècle.
Le château de La Plaze, du XVIIIe siècle, est inscrit au titre des monuments historiques depuis 2002.

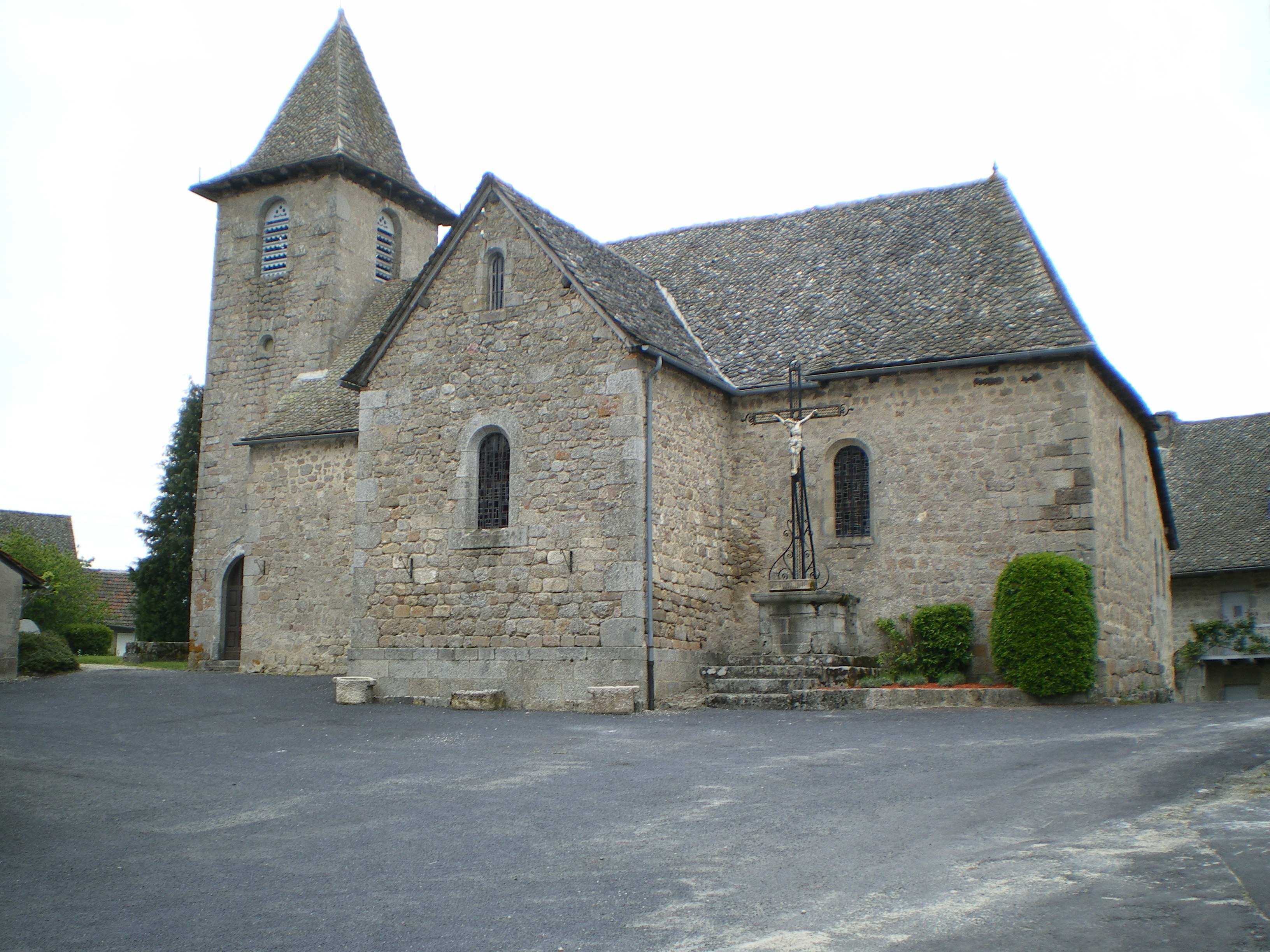
L'église Saint-Julien.
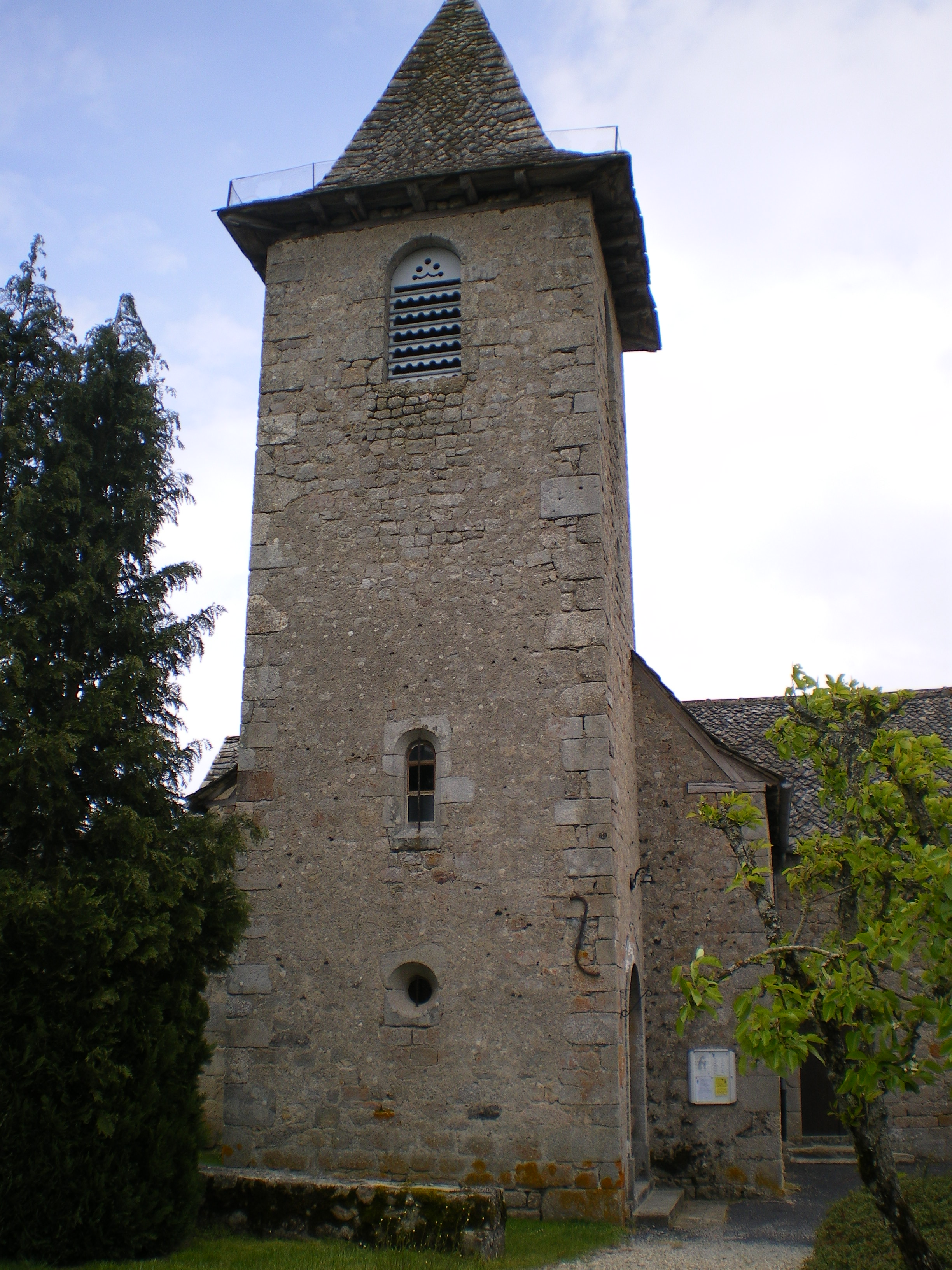
Son clocher.
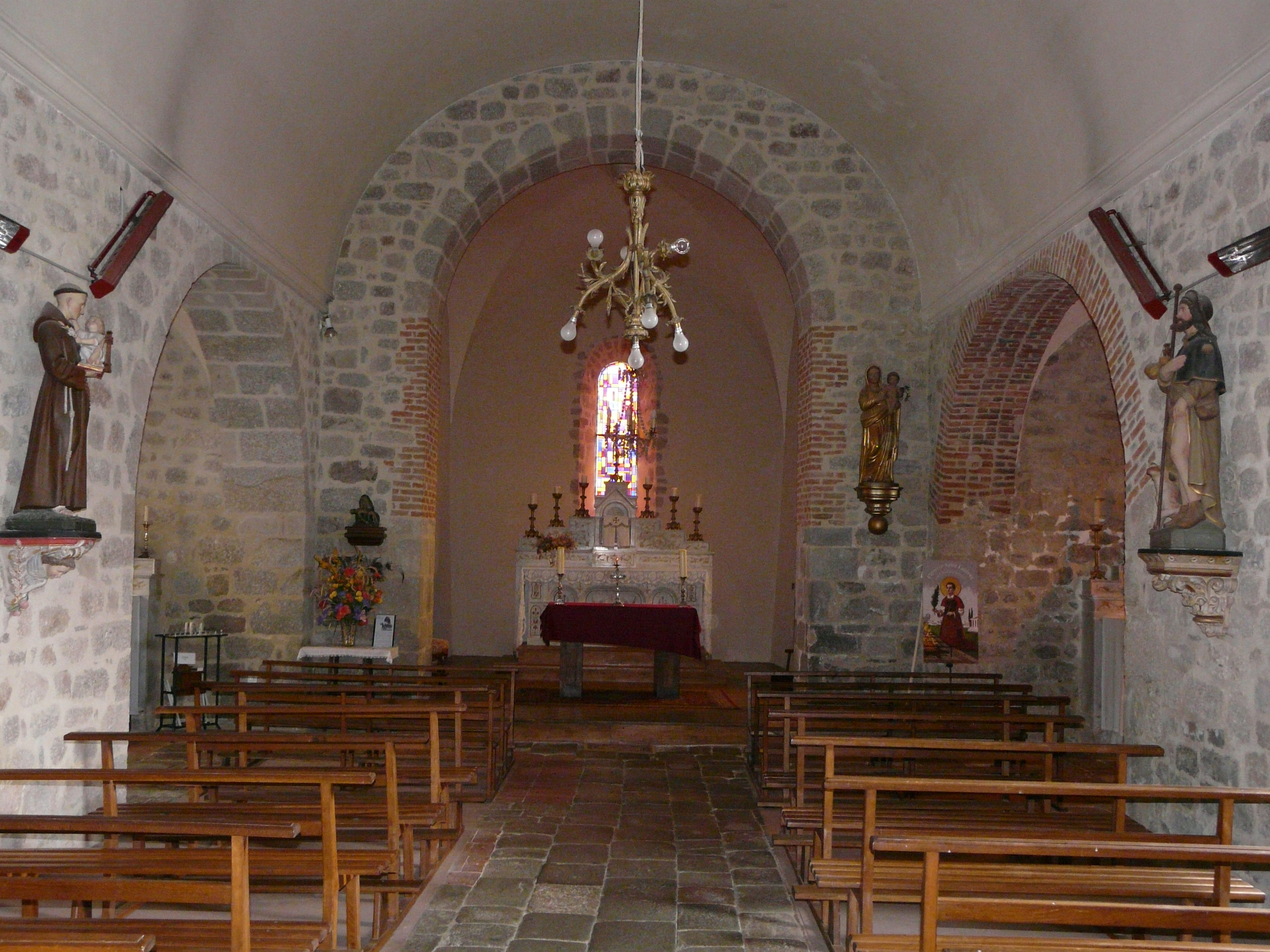
Sa nef.
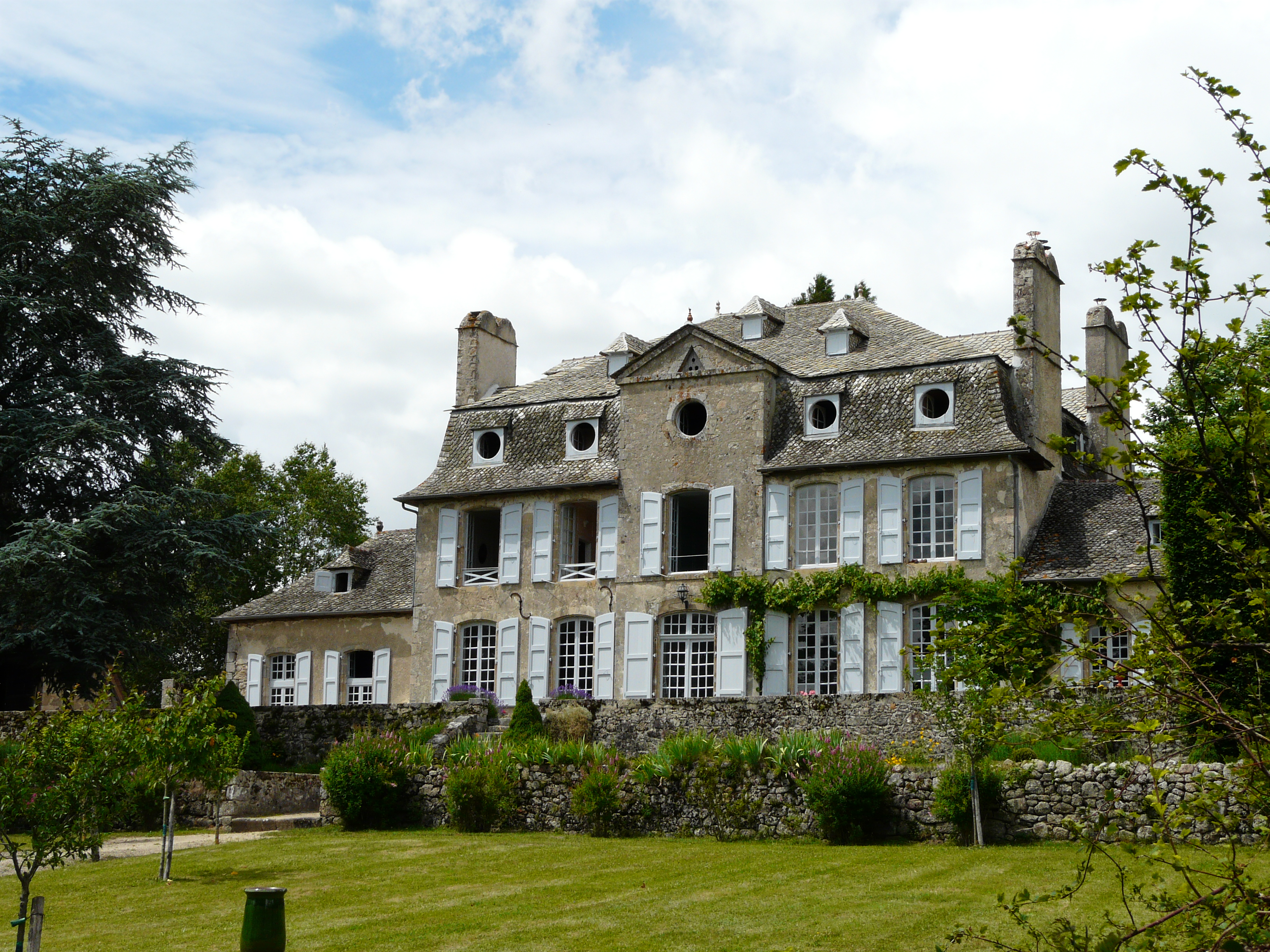
Le château de La Plaze.

### Personnalités liées à la commune
- Pierre Trémoulière, maire d'Omps (1904-1937), député  du Cantal (1924-1928), radical socialiste
- Firmin Bédoussac, maire d'Omps (1945-1989), conseiller général du canton de Saint-Mamet-la-Salvetat, député du Cantal d'avril 1983 à 1986, à la suite de la démission de René Souchon nommé au gouvernement.

### Héraldique
|  | Les armes de la commune se blasonnent ainsi : Parti : au 1er d’or à la bordure denchée de sinople, au 2e de sinople à la bordure denchée d’or. |

## Ce blason est celui de l'abbaye St Géraud à Aurillac dont le village dépendait jusqu'en 1792